# Лепосава Мијушковић
Лепосава Мијушковић (Вукмановац, 1882 — Београд, 26. март 1910) била је српска књижевница. Она је једна од првих жена социјалисткиња и ауторки прозних радова са лезбијским мотивима.
Мијушковићева је зачетница књижевних форми са отворено ЛГБТ+ тематиком у српској књижевности. У њену част једном годишње се додељује Награда за најбољу ЛГБТ+ причу на српском језику.

## Живот
О животу Лепосаве Мијушковић познато је врло мало. Рођена је у Вукомановцу 1882. године, у породици сеоских занатлија. Школовала се у Београду на Вишој школи, а затим у Цириху. Била је социјалисткиња и једна од ретких веома образованих жена тог времена, а сарађивала је и са неколико женских часописа, веома активних у то доба.
Умрла је под неразјашњеним околностима 1910. године.
Током живота објавила је свега четири приповетке у Српском књижевном гласнику и то током 1906. и 1907. године. Сви радови које је за живота публиковала потписани су само иницијалима Л. М.

## Професионални рад
Лепосава Мијушковић је писала кратке приче и објављивала их у Српском књижевном гласнику. Јован Скерлић је писао веома похвално о њој, а о њеној прози је писала и њена савременица Милица Јанковић.
У овим причама ауторка се бави веома необичним темама за то време као што су хомосексуалност, самодеструкција, самоубиство, слободна љубав. Ликови у њеној прози су најчешће бунтовне жене, интелектуалке. Она користи за то време изузетно модерне књижевне поступке, као што су аутоматско писање и фрагментарност текста. Прерана смрт је учинила да њено дело падне у заборав. Тек крајем XX века, 1996. године, њене приче су прикупљене из часописа и објављене у форми књиге.

## Радови

#### Монографије
- Приче о души (1996),  109474311
- Приче о души (2021),  40481545

#### Чланци и други саставни делови
- Утисци живота (1905)
- Близу смрти (1906)
- Болна љубав (1906)
- Миришу јорговани (1906)
- Прича о души са вечитом чежњом (1907)
- Земљи (1910)
- Мисли (1910)

## Награда „Лепосава Мијушковић”
У Србији се од 2017. године додељује награда са именом ауторке, за прозне књижевне форме са ЛГБТ+ тематиком, написане на српском језику. Доделу награде организују ЛГБТ+ магазин Оптимист, онлајн магазин Bookvar, Службени гласник и Министарство културе и информисања.

## Публикације о књижевници

#### За живота
Српска књижевност 1906 (Јован Скерлић, 1964)

#### Након смрти
- Некролог (Јован Скерлић, 1910)
- Скерлићева миљеница: заборављена Лепосава Мијушковић- прва српска модерна књижевница (Драгиша Витошевић, 1986)  259911943
- Женска књижевност и српски модернизам сагласја и расколи (Весна Матовић,1998)
- Лепосава Мијушковић, јунакиња нашег доба (Живорад Ђорђевић, 1996)
- О животу (и смрти) Лепосаве Мијушковић (Добрица Милићевић, 1996)
- Лепосава Мијушковић, јунакиња сопственог дела (Олга Зорић, 2010)  259911943
- Лепосава Мијушковић, зачетница српске модерне (Славица Гароња Радованац, 2010) 153065740
- Љубав као перформативни чин у приповеткама Лепосаве Мијушковић (Јелена Милинковић, 2011)
- Мит о романтичној љубави у прози Лепосаве Мијушковић (Јасмина Ахметагић, 2013)